# Stazione di Keisei Koiwa
La Stazione di Keisei Koiwa (京成小岩駅?, Keisei Koiwa-eki) è una stazione ferroviaria di Tokyo situata nel quartiere di Edogawa e servente la linea principale Keisei delle ferrovie Keisei. L'omonima stazione JR di Koiwa si trova a una distanza a piedi di 20 minuti, e quindi non può essere considerata propriamente una stazione di interscambio.

## Linee
Ferrovie Keisei
● Linea principale Keisei

## Struttura
La stazione è dotata di quattro binari passanti in superficie con due marciapiedi a isola collegati da sovrappassaggio.
| 1-2 | ■ Linea principale Keisei | per Aoto, Nippori, Keisei Ueno per Oshiage, linea Asakusa e linea Keikyū principale |
| 3-4 | ■ Linea principale Keisei | per Funabashi, Narita Aeroporto e Keisei-Chiba                                      |

## Stazioni adiacenti
| «                                 | Servizio                | »                       |
| Linea Keisei principale           | Linea Keisei principale | Linea Keisei principale |
| --------------------------------- | ----------------------- | ----------------------- |
| Keisei Takasago                   | Locale                  | Edogawa                 |
| Keisei Takasago                   | Rapido                  | Keisei Yawata           |
| Tutti gli altri treni non fermano |                         |                         |